# ハート・スコット・ロディノ反トラスト改正法
ハート・スコット・ロディノ反トラスト改正法（英: Hart-Scott-Rodino Antitrust Improvements act）とは、アメリカの連邦反トラスト法のひとつで、1976年にクレイトン法の一部を改正する法律として制定された。その主要規定は合併事前届出を定めるもの。一般にはハート・スコット・ロディノ法またはHSR法と呼ばれる。この法律に基づく合併事前届出はHSR Filingと呼ばれる。

## 事前届出の目的
違法な合併が今まさに行われようとしているときには、司法省や利害関係者はその差し止めを求めて訴訟を提起できるし、連邦取引委員会が合併禁止の命令を出すこともある。また、合併完了後であっても、会社分割(divestiture)等を求めることも可能である。しかし、このような手続は非常にコストと時間がかかるので、一定規模の合併に関してはその内容を事前に届出させ審査するのが、HSR法に基づく合併事前届出の目的である。

## 事前届出と不作為期間
HSR法のもとでは、次のとおり、一定以上の規模の合併や一定以上の規模の当事者間の合併を行うにあたっては、事前に司法省と連邦取引委員会（独禁当局）に届け出る必要がある。
1. 合併の規模（合併により取得される資産や株式その他の持分の価値）が6,520万ドル以下の場合　届出不要
2. 合併の規模が6,520万ドルを超え、2億6,070万ドル以下の場合　合併の一方当事者の総資産または年間売上高が1億3,030万ドル以上、かつ、他方当事者の総資産または年間売上高が1,300万ドル以上の場合にのみ届出必要
3. 合併の規模が2億6070万ドルを超える場合　合併当事者の規模にかかわらず届出必要

事前届出にあたっては、合併当事者の事業内容や合併の内容等について詳細な情報を独禁当局に提供する必要がある。届出から30日間は、不作為期間として合併を取り進めることは禁止される。この期間は、合併当事者の申請に基づき独禁当局が合意した場合には短縮することができる。独禁当局は、届出の内容を審査し、必要に応じて追加情報の提供を求めるとともに、不作為期間をさらに20日間延長することができる。
不作為期間中に、独禁当局は合併を差し止めるための法的手続を開始するかどうかを判断する。その間、上記のように合併当事者から追加情報を求めたり、他の競争者や顧客等の取引関係者の意見を徴する場合もある。不作為期間内に当局が合併を差し止めるための手続を開始しなかった場合には、当事者は合併を完了することができる。しかし、不作為期間を経過して成立した合併であっても、独禁当局や私人が事後に原状復帰を求めることを妨げるものではない。たとえば、事前届出を経て2001年に成立した合併に対して、その後独禁当局が異論を唱え、結局2005年になって、ビジネスの一部を分離すべしと 連邦取引委員会が最終命令を下したという例がある。

## その他の規定
合併事前届出の他、HSR法によって、州の司法長官が州民を代表して、反トラスト法違反の行為により州民が蒙った損害の賠償を請求できるという規定がクレイトン法に加えられた。

## 関連事項
- 独占
- 国親思想